# Ледовый дворец спорта (Набережные Челны)
Ледовый дворец спорта — спортивное сооружение в городе Набережные Челны. Вмещает 1 500 зрителей. Является домашней ареной хоккейной команды «Челны», а также одной из основных концертных площадок города. Расположен в Новом городе, на проспекте Вахитова.

## История

Неосуществлённый проект 1970-х гг. ледового дворца на проспекте Чулман

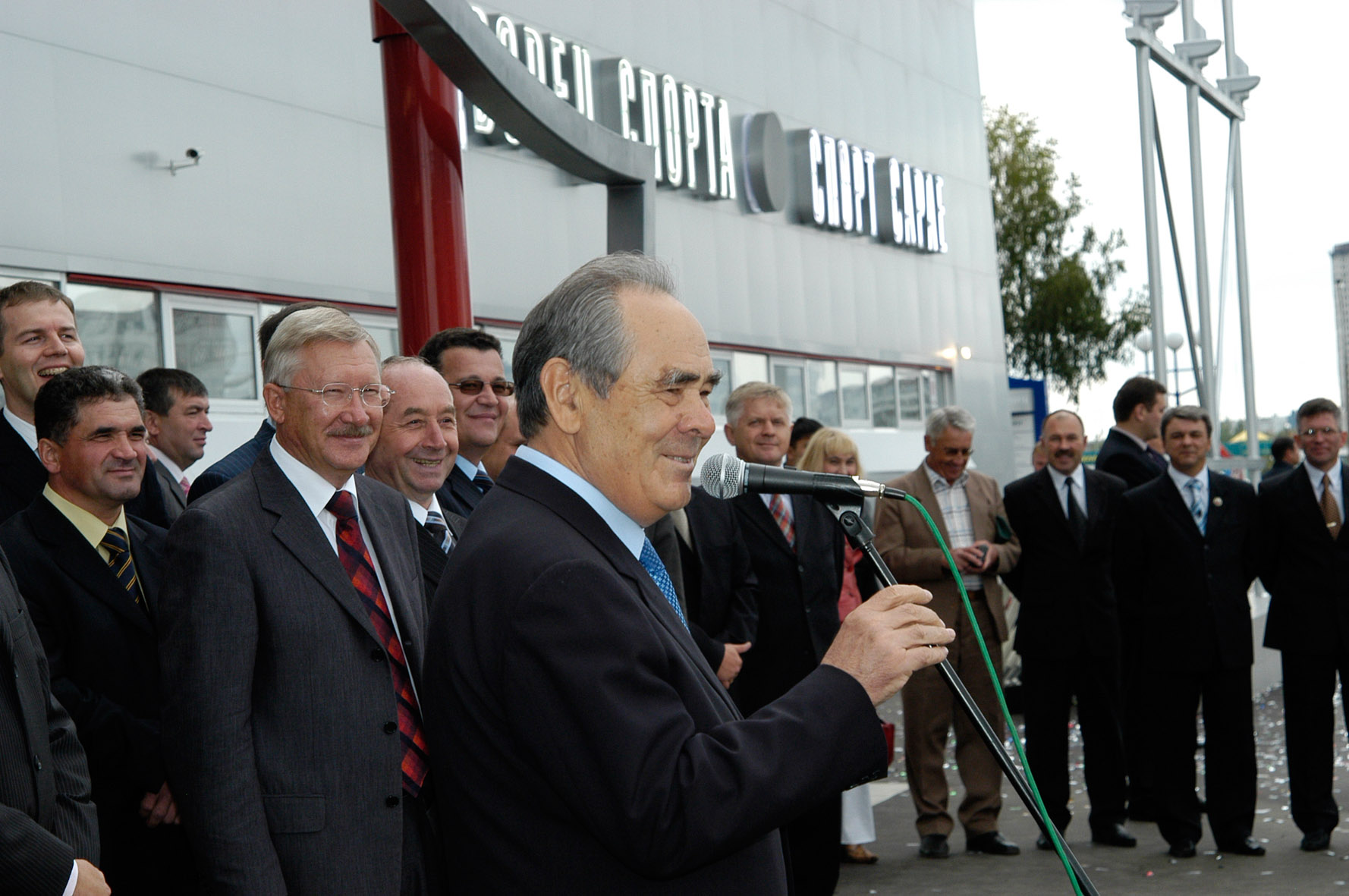
Официальная церемония открытия ледового дворца. 1 сентября 2005 года

С момента начала активного строительства города и автозавода КАМАЗ в Набережных Челнах начал развиваться хоккей с шайбой. За короткий срок в старой части города был возведен небольшой открытый стадион с трибунами и раздевалками. Была создана команда мастеров «КАМАЗ», успешно выступавшая в первенстве СССР по хоккею. Однако для того, чтобы перейти их низшей хоккейной лиги команде необходим был крытый стадион. В связи с чем 1979 году институтом ЦНИИП зрелищных зданий и спортивных сооружений был разработан проект Дворца спорта, рассчитанного на 5000 мест, и по оснащенности который должен был стать третьим в Советском Союзе. Строительство сооружения было начато в 1982 году на Ленинградском проспекте (в настоящее время проспект Чулман), однако дальше установки железобетонных свай в котловане дело не пошло. Хоккейная команда «КАМАЗ» была расформирована.
К началу 1990-х годов Набережные Челны оставались единственным крупным городом в Татарстане, не имеющего своего крытого Дворца спорта, хотя попытки возвести данный объект предпринимались довольно часто.
В начале 2000-х годов был создан ХК «Челны», а в конце 2003 года на проспекте Сююмбике начал возводиться дворец спорта на 1500 мест.
Ледовый дворец спорта был открыт 1 сентября 2005 года. В первом матче ХК «Челны» на новой арене был обыгран ХК «Нефтехимик-2» (Нижнекамск) со счётом 3:2.

## Описание
Помимо основного хоккейного корта, раздевалок для гостей и хозяев, оздоровительно-восстановительного центра, Ледовый дворец включает в себя также хореографический зал площадью 109 квадратных метров, акробатический зал — 87,6 квадратных метров — и тренажерный зал общей площадью 105 квадратных метров.
На базе Ледового дворца и крытого катка в посёлке ЗЯБ обучается более 500 юных хоккеистов и 200 фигуристов. На хоккейном корте проводятся матчи ХК «Челны», играющего в Первенстве ВХЛ.

## Инфраструктура
- хоккейный корт
- трибуна на 1500 посадочных мест
- ложа для VIP-лиц
- оздоровительно-восстановительный центр, в который входят сауна, бассейн
- хореографический зал
- акробатический зал
- тренажерный зал
- конференц-зал
- 2 раздевалки для гостей
- раздевалка хозяев
- буфет

## Руководство
Директором Ледового дворца спорта и Генеральный директор ХК «Челны» является Файзрахманов Рустем Талгатович.

## Международные соревнования
- XIV Чемпионат Европы по традиционному Фудокан карате-до (2007)

## Концерты
- Алла Пугачёва (2005)[5]
- Надежда Кадышева (2006, 2008)[6]
- Филипп Киркоров (2009, 2012)[7][8]
- «Ранетки» (2009)[9]
- ДДТ (2011)[10]
- Григорий Лепс (2011)[11]
- Елена Ваенга (2012)[12]
- Томас Андерс («Modern Talking») (2012)[13]
- Scooter (2013)
- Иван Кучин (2014)